# James Clerk Maxwell
James Clerk Maxwell (Edinburgh, 13 juni 1831 – Cambridge, 5 november 1879) was een
Schots wis- en natuurkundige. Naar hem zijn de vier Maxwellvergelijkingen genoemd. Op deze grondvergelijkingen is de hele klassieke elektromagnetische theorie gebouwd. Met Albert Einstein en Isaac Newton wordt hij tot de grootste natuurkundigen gerekend.

## Biografie
Maxwell werd geboren in de Schotse hoofdstad Edinburgh aan de India Street 14. Hij was het enige kind van John Clerk Maxwell (1787-1856) (landeigenaar, advocaat en uitvinder) en Frances Cay (1792-1839). Hun eerstgeboren dochtertje, Elizabeth, dat twee jaar voor James ter wereld kwam, had slechts enkele maanden geleefd. Vader John was lid van de familie Clerk of Pencuik, behorend tot de kleine Schotse adel. James' ouders waren reeds in de dertig toen ze elkaar voor het eerst ontmoetten, wat zeer ongebruikelijk was voor die tijd. Frances was dan ook bijna veertig toen James geboren werd. Zijn jeugd bracht Maxwell grotendeels door op het familielandgoed "Glenlair House", vlak bij het dorp Middlebie in het graafschap Kirkcudbrightshire op ongeveer 20 km van Dumfries dat vader John had geërfd van zijn grootouders. Zijn moeder overleed aan buikkanker, toen hij acht jaar oud was. James werd daarna verder opgevoed door zijn vader en diens schoonzuster Jane Cay.
Na voornamelijk thuis door zijn moeder te zijn geschoold, ging Maxwell in 1840 naar de Edinburgh Academy. Ondanks zijn sociale isolement en uitzonderlijke voorkomen – wat hem de bijnaam "Dafty" (Suffie) opleverde – raakte hij bevriend met Lewis Campbell en Peter Guthrie Tait; een vriendschap die gedurende hun leven stand zou houden. Al in 1841 ontving Maxwell van de Academy een wiskundemedaille. Zijn eerste wetenschappelijke artikel, Oval Curves, schreef hij toen hij veertien jaar oud was – een wiskundig opstel over de cartesiaanse ovalen van René Descartes. Dankzij de contacten van zijn vader met James David Forbes, hoogleraar in de natuurfilosofie aan de universiteit van Edinburgh, werd Maxwells opstel op 6 april 1846 door Forbes gepresenteerd aan de Royal Society van Edinburgh.
Op zestienjarige leeftijd ging hij naar de universiteit van Edinburgh om natuurwetenschappen te studeren. Tijdens zijn studie publiceerde hij twee wetenschappelijke artikelen in het tijdschrift Transactions van de Royal Society van Edinburgh. Drie jaar later, in 1850, ging hij – zonder in Edinburgh een diploma te hebben behaald – als wiskundestudent naar de universiteit van Cambridge, naar het Trinity College, dat geleid werd door William Whewell. Gedurende zijn studententijd bracht hij veel tijd door in zijn eigen geïmproviseerde laboratorium, waar hij zijn eerste experimenten deed met elektriciteit en licht. Na zijn afstuderen werkte hij Faradays ideeën over elektriciteit en magnetisme verder uit.
In januari 1854 slaagde hij in Cambridge voor de Mathematical Tripos, de wiskundige eindexamens voor het verkrijgen van een diploma. Hij classificeerde zichzelf als tweede (Second Wrangler) achter Edward Routh. Op zijn vierentwintigste kreeg hij de Smith's Prize waarna hij een Fellowship verwierf aan het Trinity College. Het jaar daarop ontving hij de Straiton Gold Medal, de hoogste prijs voor wiskunde van de Universiteit van Edinburgh.
Van 1856-1860 was hij hoogleraar in de natuurfilosofie aan het Marischal College in Aberdeen; daarna bekleedde hij dezelfde functie in de natuurkunde en astronomie aan het Londense King's College. Zijn tijd aan het King's (1860-1865) werd de productiefste periode uit zijn carrière, met als hoogtepunt de publicatie van zijn belangrijkste werk – over elektromagnetisme.

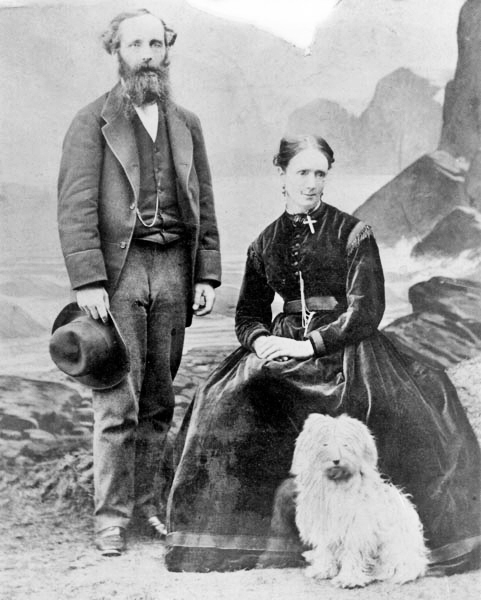
James en Katherine Maxwell (1869)

In 1858 huwde Maxwell de zeven jaar oudere Katherine Mary Dewar, de dochter van de schooldirecteur (rector) van het Marischal College. Het huwelijk bleef kinderloos. In 1861 werd hij verkozen tot Fellow van de Royal Society van Londen, en in april 1864 tot lid van de Philosophical Club van de Royal Society. In 1876 werd Maxwell lid van de pas opgerichte Mathematical Society van Londen, waarvoor hij verschillende werken presenteerde. Met zijn vrouw maakte hij in 1867 een reis door Italië, waar ze onder meer Rome en Florence bezochten.
Na een periode te hebben doorgebracht op het Schotse familielandgoed Glenlair werd hij in 1871 benoemd tot eerste Cavendish-hoogleraar in de experimentele natuurkunde aan de universiteit van Cambridge. Tevens mocht hij hier een compleet nieuw modern natuurkundig laboratorium inrichten, het Cavendish. Op 16 juni 1874 vond de officiële inhuldiging plaats.
Maxwell overleed in 1879 op 48-jarige leeftijd na een kort ziekbed aan de ziekte waaraan ook zijn moeder was overleden, buikkanker. Hij werd begraven op het kleine kerkhof van Parton, niet ver van zijn landgoed in Glenair.

### Erkenning
Na zijn benoeming tot Cavendish-hoogleraar ontving Maxwell verschillende onderscheidingen en werd hij verkozen tot lid van diverse wetenschappelijk genootschappen. In 1874 werd hij ook Foreign Honorary Member van de American Academy of Arts and Sciences van Boston, en in 1875 lid van de American Philosophical Society in Philadelphia. Ook werd hij in 1875 corresponderend lid van de New York Academy of Sciences, in 1877 lid van de Koninklijke Nederlandse Akademie van Wetenschappen in Amsterdam, in hetzelfde jaar buitenlands corresponderend lid van de Mathematisch-Naturwissenschaftliche Klasse der Kaiserliche Akademie der Wissenschaften te Wenen.
In 1878 ontving hij de Volta-medaille en een eredoctoraat in de fysica van de Universiteit van Pavia.

### Geloofsovertuiging
Het leven en werk van James Maxwell werden voor een groot deel bepaald door zijn christelijke levensbeschouwing.
Zijn diepgelovige moeder gaf hem naast regulier onderwijs ook les in de Bijbelse waarheden. Zij leerde hem om Gods hand te zien in de schoonheid van de natuur. Deze overtuiging dat er volledige harmonie is tussen wetenschappelijk onderzoek en de Bijbel had een grote invloed op het leven en werk van Maxwell. In april 1853 bekeerde hij zich tot het evangelische christendom.
Maxwells intellectuele begrip van het christelijke geloof groeide aanzienlijk tijdens zijn jaren aan de universiteit van Cambridge. In een opstel gaf hij duidelijk blijk van zijn rotsvaste overtuiging dat de schepping in alles wijst naar de Bijbelse waarheid. Een deel van dit opstel luidt:
(Over het Christendom:) Alleen hier is alles vrij. U kunt vliegen naar de uiteinden van de wereld en geen andere God dan de schepper van de Verlossing vinden. U kunt de Schriften doorzoeken en u vindt geen enkele tekst die u tegenhoudt in uw onderzoekingen...
En in een brief aan dominee C.B. Tayler die met zijn vrouw Maxwell verpleegde toen Maxwell ziek was, schreef hij:
Ik kan slechter zijn dan wie dan ook. En als ik ontsnap, is het alleen door Gods genade die mij helpt mijzelf kwijt te raken, voor een deel in de wetenschap, en meer nog onder de mensen, maar niet geheel. Dat kan alleen door mijzelf volledig te verbinden aan God.
Dat zijn geloof van jongs af tot aan zijn sterfbed onwankelbaar bleef blijkt ook uit onderstaande verklaringen.
De predikant, die hem in de laatste weken van zijn sterfbed regelmatig bezocht verbaasde zich over zijn helderheid van geest en de enorme kracht en diepte van zijn geheugen, maar merkte in het bijzonder op dat:
...de ziekte zijn hele hart, ziel en geest aan het licht bracht: zijn rotsvast en onwankelbaar geloof in de Menswording (van Christus) en alle gevolgen daarvan, in de volledige toereikendheid van de Verzoening en in het werk van de Heilige Geest. Hij had alle schema's en systemen van de filosofie gewogen en doorgrond, en had ze alle volkomen leeg en onbevredigend bevonden - "onwerkbaar" noemde hij ze - en hij wendde zich met een eenvoudig geloof tot het evangelie van de Verlosser.
Toen de dood naderde vertelde Maxwell een oud-collega van Cambridge:
Ik heb nagedacht over hoe mild ik altijd behandeld ben. Nooit kreeg ik in mijn leven een harde klap. De enige wens die ik kan hebben is om, net als David, mijn eigen generatie te dienen volgens de wil van God, en daarna in slaap te vallen...

## Natuurkunde

### Ringen van Saturnus
Met zijn totale onderzoekswerk (inclusief de studie van gassen, de optica, en kleursensatie) droeg hij bij aan zo ongeveer elke tak van de toenmalige natuurkunde. Niet lang na zijn aanstelling als hoogleraar in Aberdeen hoorde hij dat het onderwerp van de Adamsprijs van 1857 de bewegingen van de ringen van Saturnus was.
In het essay On the Stability of the Motion of Saturn's Rings bewees hij dat de ringen van Saturnus niet massief konden zijn. De stabiliteit van de ringen kan alleen worden bereikt als ze zijn samengesteld uit heel veel kleine vaste deeltjes in plaats van vast of volledig vloeibaar te zijn. Zijn essay won de prijs en werd in 1859 als boek gepubliceerd. Pas in 1981 werd Maxwells conclusie bevestigd toen de ruimtesonde Voyager 1 close-upfoto's nam van de Saturnusringen.

### Elektromagnetisme
Maxwells grootste verdienste ligt in zijn ontdekkingen op het gebied van elektromagnetisme en elektromagnetische golven. Michael Faraday had veel experimenteel werk gedaan aan inductie, en had de dynamo uitgevonden. Hij opperde het idee dat elektrische en magnetische velden zich door de vrije ruimte konden uitbreiden. Faraday had echter grotere kwaliteiten als experimentator dan als theoreticus. Maxwell bleek in staat om Faradays theorie wiskundig uit te werken.
In zijn boek On Physical Lines of Force, die Maxwell in zes delen in 1861 en 1862 publiceerde, beschreef hij zijn visie op magnetische velden als een verzameling parallelle, lange, dunne, cilindervormige wervelingen met deeltjes ertussen als lagering. De zijwaartse beweging van deze deeltjes vertegenwoordigde de elektrische stroom.

De twintig originele vergelijkingen van Maxwell werden door Oliver Heaviside samengevat tot deze vier Maxwell-vergelijkingen.

De naar hem genoemde basisvergelijkingen – in eerste instantie twintig vergelijkingen met twintig variabelen, later in 1889 met behulp van vectornotatie door Oliver Heaviside teruggebracht naar vier vergelijkingen – zijn nog altijd het uitgangspunt voor de klassieke elektrodynamica. Uit de vergelijkingen is wiskundig af te leiden dat bewegende ladingen elektromagnetische golven uitzenden door de ruimte met de snelheid van het licht. Op basis hiervan opperde Maxwell het idee dat licht een elektromagnetisch golfverschijnsel is. Uitgaande van zijn basisvergelijkingen, kon hij de lichtsnelheid theoretisch berekenen. Hij beschreef zijn bevindingen in zijn boek A Treatise on Electricity and Magnetism (1873).
Steun voor Maxwells vermoeden werd geleverd door Hendrik Lorentz, die in 1875 de breking van licht correct kon beschrijven met Maxwells vergelijkingen. De Duitse natuurkundige Heinrich Hertz toonde in 1886 experimenteel aan dat lichtgolven en elektromagnetische golven vergelijkbaar gedrag vertonen, waarmee hij het werk van Maxwell bevestigde. Ook Albert Einstein borduurde verder op zijn ideeën en nam deze op in zijn relativiteitstheorie.

### Kinetische gastheorie en thermodynamica

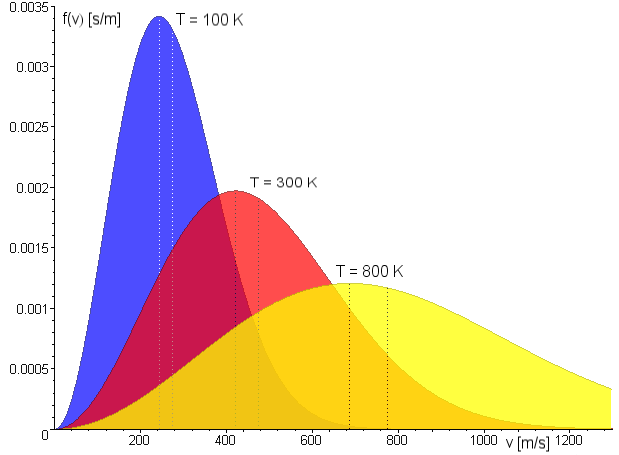
De Maxwell-Boltzmann-verdeling.

Maxwell boekte ook resultaten op het gebied van de kinetische gastheorie, waaruit de statistische thermodynamica is voortgekomen. Dit was een voortzetting van studies van een aantal eerdere wetenschappers, onder wie James Prescott Joule. Hij leidde een formule af voor de snelheidsverdeling van gasmoleculen in een tijd dat het bestaan van moleculen nog omstreden was: de Maxwell-Boltzmann-verdeling. Hij legde hiermee een verband tussen de klassieke, macroscopische thermodynamica en het microscopische gedrag van de nog speculatieve gastheorie. Hij bedacht het gedachte-experiment Maxwells demon. Er is een viertal uitdrukkingen naar hem vernoemd die de relaties beschrijven tussen de thermodynamische grootheden temperatuur T, druk p, volume V en entropie S.
{\displaystyle {\begin{aligned}+\left({\frac {\partial T}{\partial V}}\right)_{S}&=&-\left({\frac {\partial p}{\partial S}}\right)_{V}&=&{\frac {\partial ^{2}U}{\partial S\partial V}}\\+\left({\frac {\partial T}{\partial p}}\right)_{S}&=&+\left({\frac {\partial V}{\partial S}}\right)_{p}&=&{\frac {\partial ^{2}H}{\partial S\partial p}}\\+\left({\frac {\partial S}{\partial V}}\right)_{T}&=&+\left({\frac {\partial p}{\partial T}}\right)_{V}&=&-{\frac {\partial ^{2}F}{\partial T\partial V}}\\-\left({\frac {\partial S}{\partial p}}\right)_{T}&=&+\left({\frac {\partial V}{\partial T}}\right)_{p}&=&{\frac {\partial ^{2}G}{\partial T\partial p}}\end{aligned}}}
Daarin stelt U de inwendige energie voor, H de enthalpie, F de Helmholtz vrije energie en G de Gibbs vrije energie.

### Eerste kleurenfoto

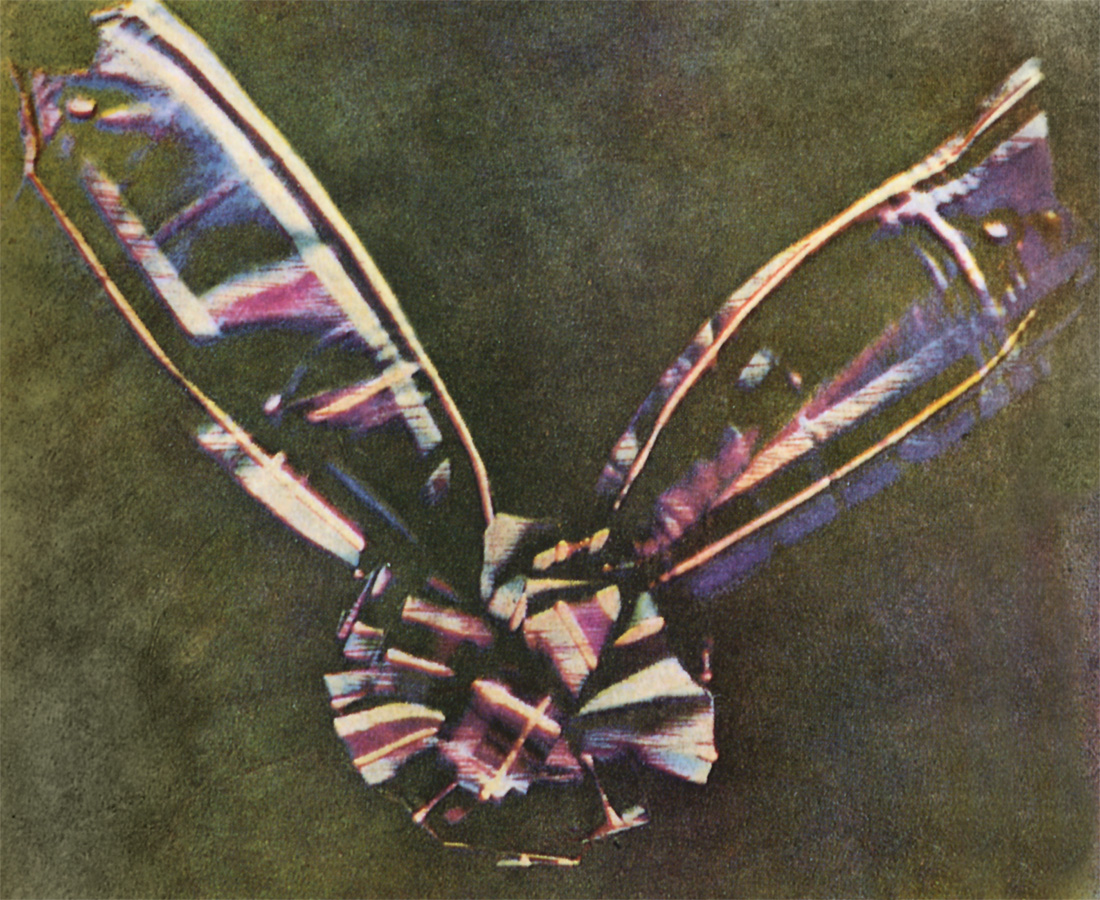
Eerste echte kleurenfoto door Maxwell

Al in zijn studententijd in Cambridge publiceerde Maxwell een artikel waarin hij aantoonde dat uit de primaire kleuren rood, groen en blauw alle mogelijke kleuren te maken zijn. Tussen 1855 en 1872 publiceerde hij met tussenpozen een reeks van waardevolle onderzoeken gerelateerd aan kleurwaarneming en kleurenanalyse. Voor zijn onderzoeken naar de kleuranalyse kreeg Maxwell in de zomer van 1860 de Rumford Medal uitgereikt door de Royal Society.
Op 17 mei 1861 gaf hij tijdens een lezing aan de Royal Institution in Londen zijn historische demonstratie van kleurenfotografie. Samen met fotograaf Thomas Sutton liet Maxwell drie zwart-witfoto's maken van een lint uit stof tartan, dat voorzien was van een kleurig patroon van Schotse ruiten. Iedere foto werd hierbij genomen met een ander kleurfilter voor de lens. Nadat de platen waren ontwikkeld, projecteerde Maxwell de drie foto's over elkaar heen met behulp van rood, groen en blauw licht. Het resultaat was een kleurenreproductie van het lint die alle originele kleuren bevatte van de Schotse ruit.

## Wiskunde
Met zijn artikel On governors in de Proceedings of Royal Society begon Maxwell het technisch toegepaste vakgebied van de regeltechniek. In het artikel beschreef Maxwell de verschillende centrifugaalregelaars die bij stoommachines gebruikt werden.